# Finlay Calder
Finlay Calder (* 20. August 1957 in Haddington, East Lothian) ist ein ehemaliger schottischer Rugby-Union-Spieler, der auf der Position des Flügelstürmers eingesetzt wurde. Er spielte für die schottische Nationalmannschaft und die British and Irish Lions.
Calder gab sein Debüt für Schottland 1986, er war damals bereits 29 Jahre alt. Er entwickelte sich jedoch schnell zu einem der besten schottischen Flügelstürmer aller Zeiten und war vor allem aufgrund seiner aggressiven und offensiven Spielweise gefürchtet. 1989 wurde er für die Lions nominiert und war der erste schottische Kapitän dieser Auswahl seit 1966. Die Test-Match-Serie gegen Australien wurde mit 2:1 gewonnen. Im Jahr 1990 feierte er den größten Erfolg seiner Karriere mit dem Grand-Slam-Gewinn bei den Five Nations. Im Anschluss an die Tour nach Neuseeland wollte er seine Karriere zunächst beenden, auf Wunsch des Trainers Ian McGeechan kehrte er aber vor der Weltmeisterschaft 1991 zur Nationalmannschaft zurück. Die Schotten erreichten den vierten Platz, bis heute die beste Platzierung bei einem WM-Turnier.
2003 wurde Finlay Calder in die Scottish Sports Hall of Fame aufgenommen. Im Jahr 2009 bewarb er sucg für den Posten des Präsidenten der Scottish Rugby Union. Im Vorfeld seiner Kandidatur machte er vor allem mit Kritik an der Hymne Flower of Scotland auf sich aufmerksam, die er für respektlos gegenüber den Engländern hält.